# Томашув (гміна Кобеле-Вельке)
Томашув (пол. Tomaszów) — село в Польщі, у гміні Кобелі-Великі Радомщанського повіту Лодзинського воєводства.